# Zénith 2007
Pour les articles homonymes, voir Zénith.
Albums de Michel Sardou
Hors format Les 100 plus belles chansons de Michel Sardou
Zénith 2007 est le seizième album live de Michel Sardou enregistré en 2007 au Zénith de Paris et paru chez AZ/Universal.

## Titres
| 1.  | Allons danser                               |  |
| 2.  | Du plaisir                                  |  |
| 3.  | Concorde                                    |  |
| 4.  | Les Jours avec et les Jours sans            |  |
| 5.  | J'accuse                                    |  |
| 6.  | Les Yeux de mon père                        |  |
| 7.  | Je ne suis pas mort, je dors                |  |
| 8.  | La Vieille                                  |  |
| 9.  | Je serai là                                 |  |
| 10. | Le Surveillant général                      |  |
| 11. | Parce que c'était lui parce que c'était moi |  |
| 12. | 1965                                        |  |
| 13. | La Maladie d'amour                          |  |
| 14. | Et mourir de plaisir                        |  |
| 15. | Être une femme                              |  |
| 16. | Je veux l'épouser pour un soir              |  |
| 17. | Je vais t'aimer                             |  |
| 18. | Dix ans plus tôt                            |  |
| 19. | Le France                                   |  |
| 20. | Le Rire du sergent                          |  |
| 21. | Les Ricains                                 |  |
| 22. | Musulmanes                                  |  |
| 23. | La Java de Broadway                         |  |
| 24. | En chantant                                 |  |
| 25. | Je vole                                     |  |

| 1.  | Aujourd'hui peut-être                     |  |
| 2.  | Maman (sketch avec la voix Jackie Sardou) |  |
| 3.  | Comme d'habitude                          |  |
| 4.  | L'Évangile (selon Robert)                 |  |
| 5.  | Je n'oublie pas                           |  |
| 6.  | On est planté                             |  |
| 7.  | Espérer                                   |  |
| 8.  | Loin                                      |  |
| 9.  | Valentine Day                             |  |
| 10. | Les Lacs du Connemara                     |  |
| 11. | La Dernière Danse                         |  |
| 12. | Cette chanson n'en est pas une            |  |

## Crédits

### Musiciens
- Direction musicale : Jacques Veneruso
- Arrangements : Pierre-Jean Scavino
- Batterie : Laurent Coppola
- Guitares : Jean-Philippe Hann et André Hampartzoumian
- Basse : Jean-Marc Haroutiounian
- Claviers : Jean-Marie Negozio et Pierre-Jean Scavino
- Choristes : Angeline Annonier, Virginie Constantin, Olivier Constantin, Delphine Elbe et Agnès Hampartzoumian
- Premier violon : Caroline Collombel
- Violons : Gwenaelle Chouquet et Claire Lisiecky
- Altos : Nathalie Carlucci
- Violoncelles : Florence Hennequin

### Équipe technique et production
- Direction de production : Roger Abriol assisté de Marie-Pierre Bussac
- Administrateur : Patrick Vergondy
- Commercialisation : Dihn Thien Ngo pour Vantage Events
- Ingénieur du son : René Weis
- Chef de car : Jérôme Blondel
- Techniciens : Raphaël Auclair et Alain Aboulker
- Mixage : Thierry « Ty-Ty » Blancherd au studio Hauts de Gammes à Boulogne-Billancourt
- Mastering Stéréo : Poussin au studio Digital Encoding System
- Direction artistique : Antoine Coinde
- Chargé de production : Benjamin Marciano
- Chef de projet : Delphine Marquès
- Régie générale : Michel Marseguerra
- Conception lumière : Fred Péveri
- Console lumière : Samuel Thery et Alex Molnar
- Équipe lumière : David Bergue, Élie Hénault, Georges Da Silva, Thierry Scheidecker et William Weber
- Sonorisation salle : Jean-Marc Hauser assisté de Freddy Demanne
- Sonorisation scène : Xavier Gendron et Rémy Blanchet
- Équipe sonorisation : Ronan Cassar, Thomas Gähwiler et Hans-Peter Stumpf
- Backline : Pascal Scossa Baggi, Éric Salmon et Jean-Rémy Mazenc
- Prompteur : Patrick Jakob
- Rigging/scène : Claude Muller, Éric Thepot et Sylvain Boudrit
- Catering : Thierry Pelisse, Jean-Marie Schoen et Martine Barthes
- Décoration : Jean-Marie Barbe, Jean-Louis Peyras, Jacky Pilet et Mohamed Taleb

### Les dates de la tournée[3]
Printemps : 
| Dates                                        | Ville            | Salle                         |
| -------------------------------------------- | ---------------- | ----------------------------- |
| 18 avril 2007                                | Douai            |                               |
| du 19 au 21 avril 2007                       | Bruxelles        | Forest National               |
| du 25 au 29 avril 2007 et du 2 au 6 mai 2007 | Paris            | Le Zénith Paris - La Villette |
| 9 mai 2007                                   | Lyon             |                               |
| 10 mai 2007                                  | Albertville      |                               |
| 11 mai 2007                                  | Lyon             |                               |
| 12 mai 2007                                  | Clermont-Ferrand |                               |
| 15 mai 2007                                  | Amiens           |                               |
| 16 et 17 mai 2007                            | Caen             |                               |
| 18 mai 2007                                  | Le Mans          |                               |
| 19 mai 2007                                  | Angers           |                               |
| 22 mai 2007                                  | Angoulême        |                               |
| 23 mai 2007                                  | Bordeaux         |                               |
| 24 mai 2007                                  | Toulouse         |                               |
| 25 mai 2007                                  | Montpellier      |                               |
| du 31 mai au 3 juin 2007                     | Paris            | Palais des Sports             |
| 5 juin 2007                                  | Narbonne         |                               |
| du 7 au 10 juin 2007                         | Paris            | Palais des Sports             |

Automne : 
|                                                        | Ville             | Salle           |
| ------------------------------------------------------ | ----------------- | --------------- |
| du 7 au 9 septembre 2007 et du 12 au 16 septembre 2007 | Paris             | Olympia         |
| 2 octobre 2007                                         | Caen              |                 |
| 5 octobre 2007                                         | Toulon            |                 |
| 6 octobre 2007                                         | Nice              |                 |
| 11 octobre 2007                                        | Montpellier       |                 |
| 12 octobre 2007                                        | Marseille         |                 |
| 17 octobre 2007                                        | Clermont-Ferrand  |                 |
| 18 et 19 octobre 2007                                  | Lyon              |                 |
| 24 octobre 2007                                        | Grenoble          |                 |
| 25 et 26 octobre 2007                                  | Dijon             |                 |
| 27 octobre 2007                                        | Épernay           |                 |
| 31 octobre 2007                                        | Besançon          |                 |
| du 1er au 3 novembre 2007                              | Genève            |                 |
| 6 novembre 2007                                        | Mulhouse (annulé) |                 |
| 7 novembre 2007                                        | Strasbourg        |                 |
| 8 novembre 2007                                        | Nancy             |                 |
| 9 novembre 2007                                        | Metz              |                 |
| 14 novembre 2007                                       | Lille             |                 |
| du 15 au 17 novembre 2007                              | Bruxelles         | Forest National |
| 20 novembre 2007                                       | Brest             |                 |
| 21 et 22 novembre 2007                                 | Rennes            |                 |
| 23 novembre 2007                                       | Nantes            |                 |
| 28 novembre 2007                                       | Orléans           |                 |
| 29 novembre 2007                                       | Tours             |                 |
| 30 novembre 2007                                       | Rouen             |                 |
| 6 décembre 2007                                        | Toulouse          |                 |
| 7 décembre 2007                                        | Pau               |                 |
| 13 décembre 2007                                       | Bordeaux          |                 |
| 14 et 15 décembre 2007                                 | Limoges           |                 |

## Vidéo
Une vidéo de ce concert, réalisée par Serge Khalfon, a été tournée au Zénith les 4 et 5 mai 2007 et publiée aux formats DVD et Blu-Ray. À noter que le DVD a été édité en édition limitée dans une boîte en métal avec « effet touché cuir ».